# مثلية الجوهر
مثلية الجوهر (باليونانية: ὁμοούσιον)‏ مصطلح لاهوتي مسيحي،

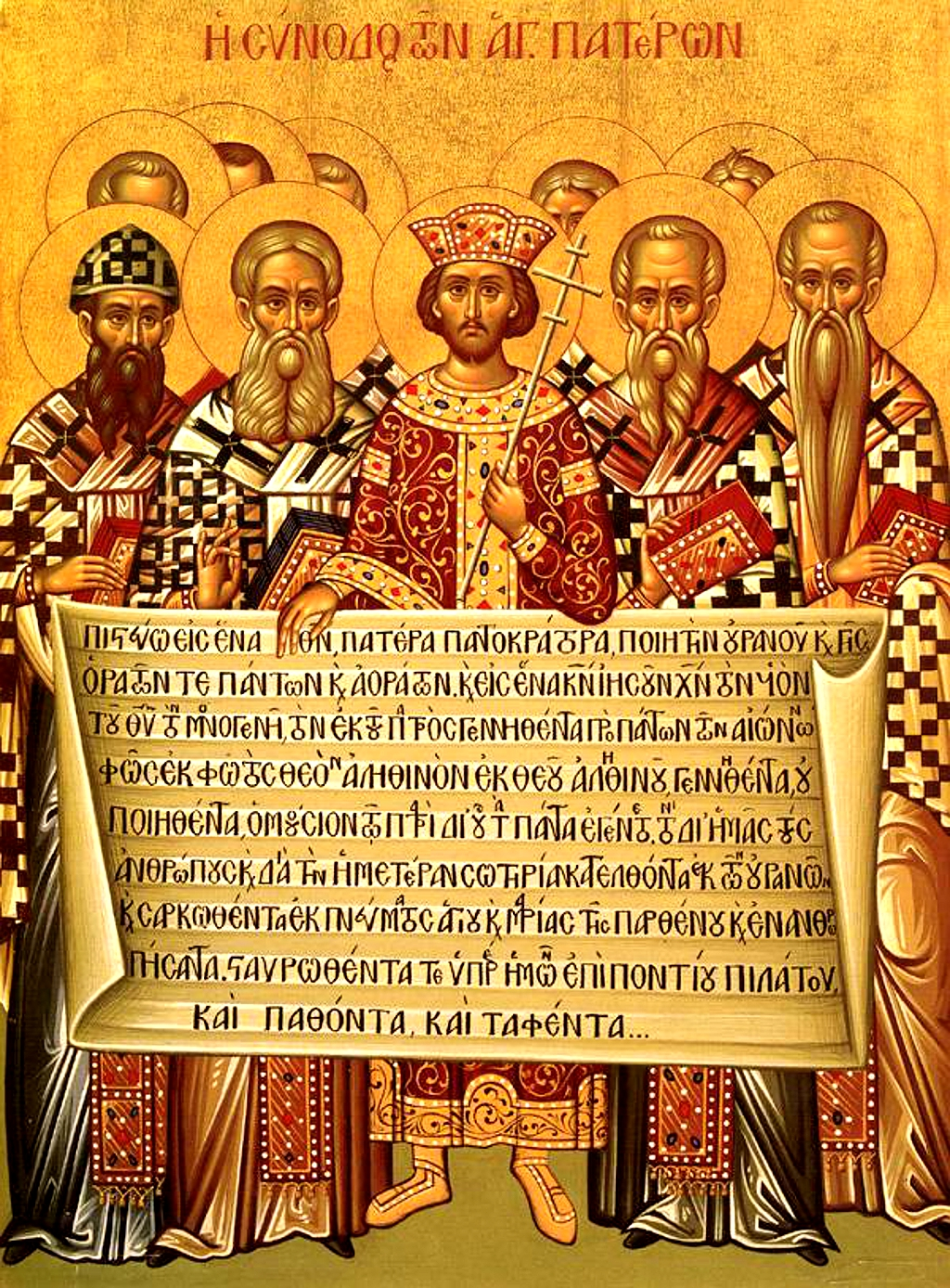

استعمل هذا المصطلح في قانون الإيمان لوصف المسيح (الله الابن) ليكون المثل في التكوين والمثل في الجوهر مع الله الآب (ὁμοούσιον τῷ Πατρί).
استعمل نفس المصطلح لاحقًا أيضًا على الروح القدس من أجل تحديده على أنه «نفس الجوهر» مع الآب والابن. أصبحت هذه المفاهيم حجر الزاوية في اللاهوت في نيقية المسيحية، وتمثل أيضًا أحد أهم المفاهيم اللاهوتية في الفهم العقائدي الثالوثي لله.